# 5604 (année hébraïque)
5604 (hébreu : ה'תר"ד , abbr. : תר"ד) est une année hébraïque qui a commencé à la veille au soir du 25 septembre 1843 et s'est finie le 13 septembre 1844. Cette année a compté 355 jours. Ce fut une année simple dans le cycle métonique, avec un seul mois de Adar. Ce fut la quatrième année depuis la dernière année de chemitta.

## Calendrier
Ce calendrier hébraïque de l'année 5604 donne les correspondances avec les dates du calendrier grégorien.
Le premier nombre dans chaque case correspond au jour du mois hébraïque. Les jours en couleurs sont des jours remarquables juifs .
| ◄◄ | 5604 | ►► |

## Naissances
- David Zvi Hoffmann
- David Popper

## Décès
- Aaron Chorin

5599 - 5600 - 5601 - 5602 - 5603 - 5604 - 5605 - 5606 - 5607 - 5608 - 5609